# حارة بير بشير (صنعاء)
حارة بير بشير هي إحدى حارات حي البليلي بمديرية الوحدة إحد مديريات العاصمة اليمنية صنعاء، بلغ تعداد سكانها 7908 نسمة حسب تعداد اليمن لعام 2004.